# Кравченко Олексій Євгенович
Олексій Євгенович Кравченко (нар. 10 жовтня 1969, Москва) — радянський та російський актор театру і кіно. Народний артист Російської Федерації (2020); лауреат Державної премії Російської Федерації (2003). 
Внесений до «чистилища» бази «Миротворець». Занесений до переліку осіб, які створюють загрозу нацбезпеці України.

## Життєпис
Народився 10 жовтня 1969 року в Москві в районі Москворіччя.
З дитинства захоплювався грою на гітарі, займався у джазовій студії. Після восьмого класу кинув школу і вступив на курси фрезерувальників, потім працював верстатником на заводі.
У 13-річному віці пройшов відбір на головну роль у картину Елема Клімова "Йди та дивись ". За спогадами актора, зйомки тривали дев'ять місяців, п'ять чи шість з яких він прожив один, оскільки режисер заборонив матері відвідувати його. Для зйомок був потрібен худий підліток, тому Кравченко постійно сидів на жорсткій дієті. Творці фільму були удостоєні в 1987 році Державної премії СРСР, проте Олексія не було включено до списку лауреатів через неповноліття. Його гонорар за фільм становив 3200 рублів.
Після закінчення ПТУ № 12 три роки відслужив у ВМФ.
В 1991 році вступив, а в 1995 році закінчив Театральне училище імені Б. В. Щукіна (курс Алли Казанської). З 1994 до 2001 року служив актором театру імені Є. Г. Вахтангова.
У 1995 році знявся в кліпі «Діма, помахай рукою мамі» (за мотивами одного з епізодів серії «Російський проєкт» 1995 року, що став одним із найвідоміших зразків соціальної реклами).
У 2007 році був прийнятий до трупи Московського художнього театру.
Крім іншого, є творцем та керівником групи «Гуарана». Музика у виконанні «Гуарани» звучала в серіалі «Російський спецназ».
З 2 вересня 2016 року — ведучий шоу «Екстрасенси проти детективів» на телеканалі « НТВ». Знявся у відеокліпі гурту «Любовні історії» на пісню «Скажи, зачем?».

## Особисте життя
З січня 1990 року був одружений з Алісою Кравченко, від якої у нього двоє синів: Олексій та Матвій. 2006 року вони розлучилися.
Потім одружився з акторкою Надією Борисовою (нар. 1979) — донькою актора Лева Борисова. Ксенію, доньку Надії від першого шлюбу, удочерив.

## Визнання та нагороди
- Лауреат молодіжної премії " Тріумф " (2001)
- Державна премія Російської Федерації в галузі літератури та мистецтва за роль у фільмі «Зірка» (2003)[6]
- Премія « Чайка» (2007, у номінації «Синхронне плавання» спільно зі своїми партнерами з вистави за спектакль «Людина-подушка»)
- Заслужений артист Російської Федерації (20 серпня 2007 року) — за заслуги в галузі мистецтва[7]
- Народний артист Російської Федерації (30 березня 2020 року) — за визначні заслуги в галузі мистецтва[8]
- Медаль ордену «За заслуги перед Вітчизною» ІІ ступеня (18 травня 2022 року) — за визначний внесок у розвиток вітчизняної культури та активну громадянську позицію[9].

## Творчість

### Ролі у театрі

#### Театр іменіЄ.Вахтангова
- «Життя є сон».
- «За двома зайцями» Михайла Старицького — Степан
- « Амфітріон» — Навкрат
- « Сірано де Бержерак» — Вальвер

#### Московський драматичний театр ім.О. С.Пушкіна
- «Відверті полароїдні знімки». Режисер: Кирило Серебренніков — Нік

#### Московський художній театр імені А.П.Чехова
- 2005 — «Панове Головлєви» Михайла Салтикова-Щедріна. Режисер: Кирило Серебренніков — Павло Головльов
- 2004 — « Міщани» Максима Горького. Режисер: Кирило Серебренніков — Ніл
- 2007 — «Людина-Подушка» Мартіна Мак-Дона. Режисер: Кирило Серебренніков — Михайло
- 2009 — « Тригрошова опера» Бертольта Брехта. Режисер: Кирило Серебренніков — Браун
- 2012 — «Зойкіна квартира» Михайла Булгакова. Режисер: Кирило Серебренніков — Борис Семенович Гусь-Ремонтний
- 2013 — «Казка про те, що ми можемо, а чого ні» за прозою Петра Луцика та Олексія Саморядова. Режисер: Марат Гацалов — Олег Григорович Махмудов
- 2013 — «Ідеальний чоловік. Комедія». Постановка за творами Оскара Вайлда. Режисер — Костянтин Богомолов — Роберт Тернов, міністр гумових виробів
- 2013 — « Брати Карамазови» Федора Достоєвського. Режисер: Костянтин Богомолов — Іван Карамазов
- 2015 — «Мефісто». Історія однієї кар'єри. За романом Клауса Манна. Режисер: Адольф Шапіро — Гендрік Хефген
- 2016 — «Макбет». Трагедія Вільяма Шекспіра. Режисер: Ян Клята — Макбет

### Фільмографія
- 1985 — Йди та дивись — Фльора (Флоріан) Гайшун
- 1995—1996 — Російський проект — вартовий Діма / військовий у Чечні
- 1998 — Квіти від переможців — Сєрьога
- 1998 — Му-му — дворовий мужик
- 1999 — Мама — Василь Юрьєв
- 1999 — Д. Д. Д. Досьє детектива Дубровського — Костя, «Бугирь»
- 1999 — Рейнджер з атомної зони — Олексій Барсук
- 2000 — Різдвяна містерія — Максим
- 2000 — Фортуна — Вадим Сорокін (наречений)
- 2001 — Дві солдатики паперові (новела «Козаки-розбійники»)
- 2002 — Бригада — Ігор Леонідович Введенський, підполковник КДБ/ФСБ (4—9, 11, 13—15 серії)
- 2002 — 2002 — Російські амазонки — Русанов
- 2002 — Зірка — сержант Аніканов
- 2002 — 2003 — Спецназ — капітан Володимир В'яземський (документальний)
- 2003 — Життя одне — Костянтин
- 2004 — Брейк-Пойнт / Break Point —
- 2004 — Ключі від безодні — Казбек
- 2004 — Джек-пот для Попелюшки — Льоня Усачов
- 2004 — Летюча миша (Україна) — Генріх
- 2004 — Втратили сонце — оперативник Лукін
- 2004 — Змотує вудки — заступник начальника ВБНОН
- 2004 — Убий мене! Ну, будь ласка — Жоров
- 2005 — 9 рота — капітан Бистров «Кохраман»
- 2005 — Загибель імперії (5-та серія: «Прорив») — штабс-капітан Рисін
- 2005 — Чоловічий сезон: Оксамитова революція — Вершинін
- 2006 — Рельси щастя — мужик з списом
- 2006 — Єралаш — випуск № 198 («Упав, віджався!»)
- 2006 — Останній шукач — * 2007 — Май — Котельников
- 2007 — Дні надії (Україна) — Володимир, бізнесмен
- 2007 — Доросле життя дівчинки Поліни Суботіної — Віталій
- 2007 — Поцілунки занепалих ангелів — Володимир, брат Марини
- 2007 — Ти завжди будеш зі мною? (Росія, Україна) — Миша
- 2008 — Муха — Федор Мухін
- 2008 — Захист — Павло Степанович Морозов
- 2008 — Бумеранг —
- 2009 — Летючий загін — Павло Сергійович Кірсанов, підполковник ФСБ
- 2009 — Канікули суворого режиму — Сергій Гагарін
- 2009 — 2014 — Братани[10][11][12][13] — Макар Ігнатович Крилов, майор / підполковник УБОЗу
- 2009 — Чорний баран — водій джипа
- 2010 — Ярослав. Тисячу років тому — Гаральд
- 2011 — Синдром дракона — Микола Володимирович Йолкін, син Володимира Йолкіна
- 2011 — Операція «Горгону» — Тишков
- 2011 — Круті береги — Андрій Бєляєв
- 2011 — Одкровення — незнайомець (серія № 17 «Бібліотека»)
- 2012 — Брати — Костя Старостін
- 2013 — У зоні ризику — Віктор Негода, майор ФСІН
- 2013 — Петро Лещенко. Все що було... — Сергій Ніканорович Буренін, комендант Бухареста
- 2013 — Подвійний блюз — Ігор Крутицький
- 2014 — Фейк: Бережи себе — батько
- 2014 — Я більше не боюся — Ігор Миколайович Кольцов
- 2014 — Чоловічі канікули — Юрій Попов
- 2014 — Слід тигра — Хазов, полковник
- 2016 — Медсестра —
- 2016 — Дід Мороз. Битва Магів — Корочун
- 2016 — Куркуль — Куркуль, фермер
- 2016 — Отчий берег — Макар Морозов
- 2017 — Чужа особа — Єгор Олексійович Котов, майор юстиції
- 2018 — Канцелярський щур — Михайло Іванович Авдєєв, полковник поліції, начальник РУВС
- 2018 — Купчино — Микола Васильович Табанін, дільничний уповноважений, капітан міліції
- 2019 — Розфарбований птах / Nafarbené ptáče — Гаврило
- 2019 — Лев Яшин. Воротар моєї мрії — Олексій Хомич, воротар ФК «Динамо (Москва)»
- 2019 — Горизонт — полковник
- 2019 — Незакінчений бій — Микола Трошин
- 2020 — Смертельні ілюзії — директор шоу
- 2020 — Комета Галлея — Валерій Петрович
- 2021 — Пригрів — Павло Грицай, командир проросійських озброєних угруповань у війні на сході України
- 2021 — Казки Пушкіна. Для дорослих — Салтан, вождь племені тих, хто вижив (серії «Салтан» і «Лебідь»)
- 2021 — Шугальов 3 — Калина
- 2021 — Сьома симфонія — Анатолій Іванович Серьогін, старший лейтенант НКВС
- 2022 — The Телки — Борис Борисович, батько Олени
- 2022 — Яничар — Ігнат Кречет
- 2022 — Дика — Єгор, бізнесмен
- 2022 — Найкращі в пеклі — Шіпіт, керівник